# Wildflower (Sheryl Crow)
Wildflower è il quinto album discografico in studio della cantautrice statunitense Sheryl Crow, pubblicato nel settembre 2005.

## Tracce
1. I Know Why – 4:15
2. Perfect Lie – 4:34
3. Good Is Good – 4:18
4. Chances Are – 5:16
5. Wildflower – 3:57
6. Lifetimes – 4:12
7. Letter to God – 4:04
8. Live It Up – 3:42
9. I Don't Wanna Know – 4:28
10. Always on Your Side – 4:15
11. Where Has All the Love Gone – 3:40

## Classifiche
- Billboard 200 - numero 2
- Official Albums Chart - numero 25